# Pristina

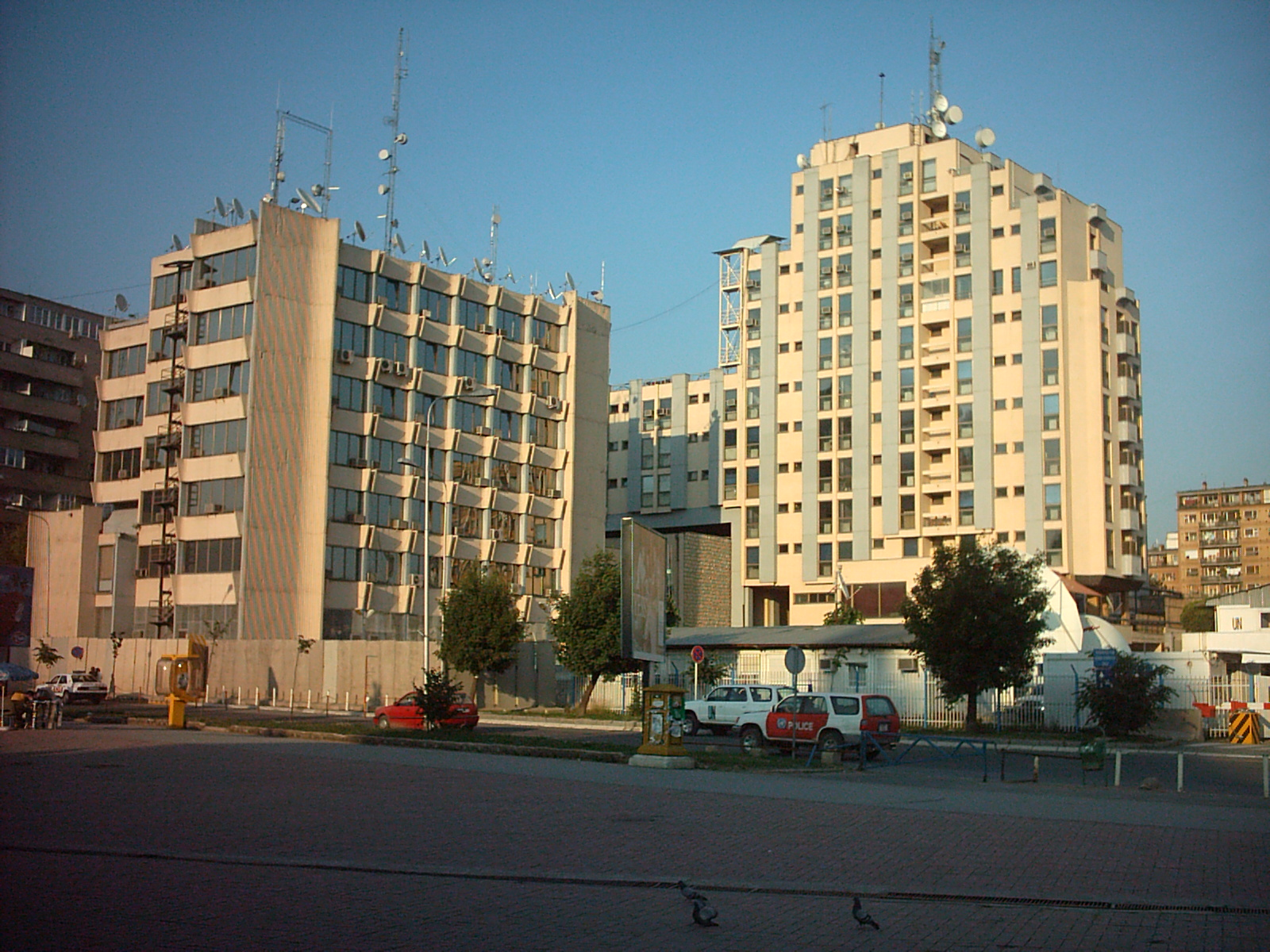
Az ENSZ-székház Pristinában

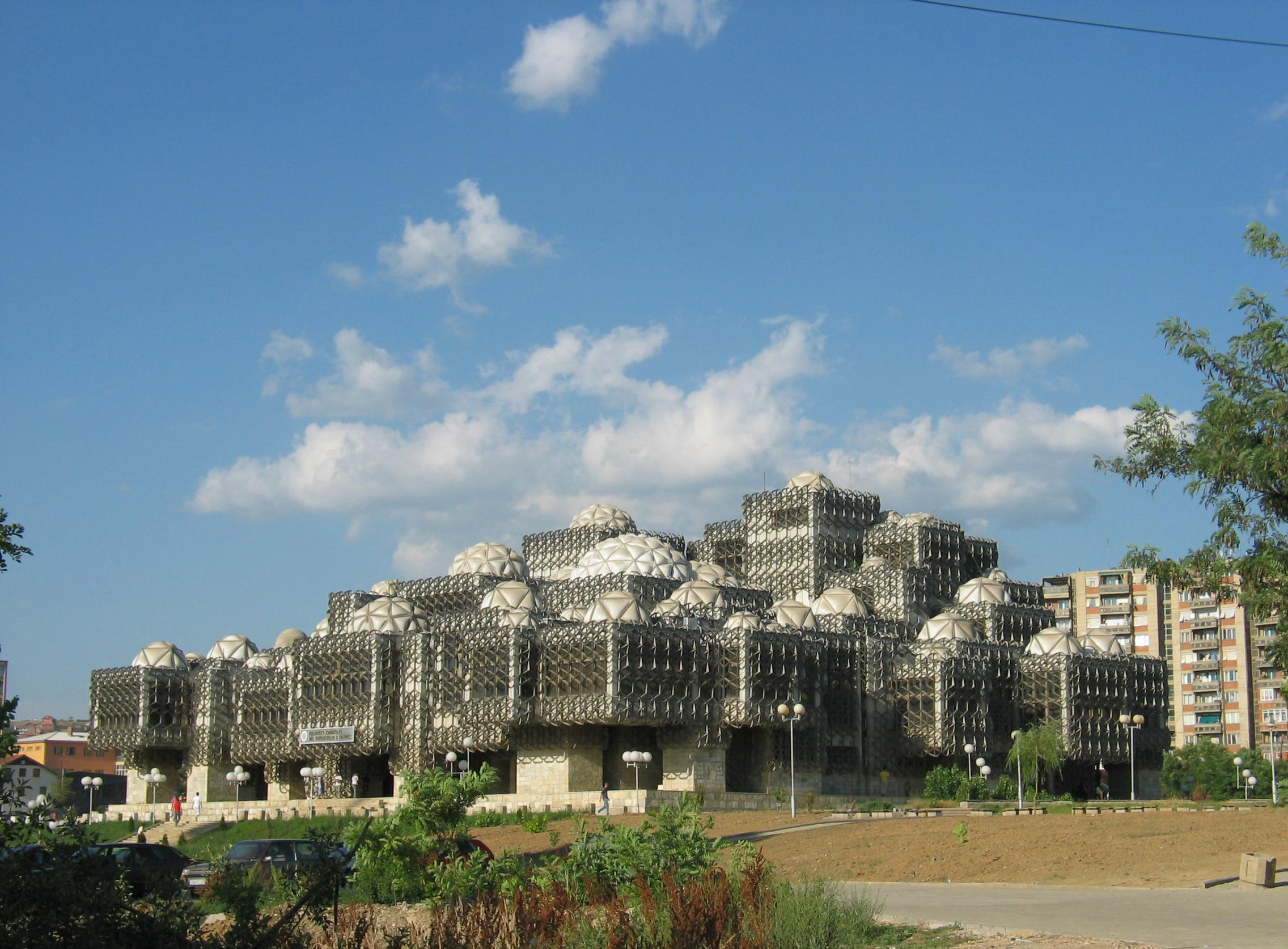
A Nemzeti Könyvtár Pristinában

Pristina (albánul Prishtinë / Prishtina; szerbül: Приштина / Priština) Koszovó fővárosa, egyben legnépesebb települése. Az ENSZ ellenőrzése alatt áll.
A város Koszovó kulturális, ipari és irányítási központja, székhelye a Pristinai Egyetemnek, valamint itt van Koszovó egyik legtöbbet használt repülőtere, a Priština nemzetközi repülőtér.

## Népessége
A városnak több mint 200 ezer lakosa van, ezek többsége albán nemzetiségű, emellett laknak még itt szerbek, bosnyákok, cigányok is.

## Történelem
A középkorban István Milutin szerb király (uralkodott: 1282–1321) székhelye volt a város. 1389. június 28-án itt zajlott a rigómezei csata, amely a szerbek vereségével végződött. A főváros ezután egészen 1459-ig Szendrő vára volt.
A török időkben a Koszovói vilajet része volt. Az 1880-as években kiépítették a Szaloníki-Mitrovica vasutat, amelynek egyik állomása a város lett.
1912-ben Szerbia része lett. Az első világháborúban 1914-ben osztrák–magyar csapatok szállták meg és csak 1918-ban került vissza Szerbiához.
A második világháború idején Albánia része lett, így Olaszország megszállása alá került. 1943-ban az olasz csapatok helyére németek érkeztek. 1944-ig, a jugoszláv partizánok megérkezéséig az ő fennhatóságuk alá tartozott. A kommunista Jugoszlávia idején ismét Szerbia része, 1964-től a Koszovói Autonóm Köztársaság fővárosa volt. 1989-ben Slobodan Milošević megszüntette a tartomány autonómiáját és Szerbiához csatolta. 2008. február 17-től az önálló és független Koszovó fővárosa lett.
A 2015 elején kirobbant politikai válság után sokan hagyták el a várost és menekültek Európa több országába.

## Éghajlata
| Hónap                                                  | Jan.  | Feb.  | Már.  | Ápr. | Máj. | Jún. | Júl. | Aug. | Szep. | Okt. | Nov.  | Dec.  | Év    |
| ------------------------------------------------------ | ----- | ----- | ----- | ---- | ---- | ---- | ---- | ---- | ----- | ---- | ----- | ----- | ----- |
| Rekord max. hőmérséklet (°C)                           | 15,8  | 20,2  | 26,0  | 29,0 | 32,3 | 36,3 | 39,2 | 36,8 | 34,4  | 29,3 | 22,0  | 15,6  | 39,2  |
| Átlagos max. hőmérséklet (°C)                          | 2,4   | 5,5   | 10,5  | 15,7 | 20,7 | 23,9 | 26,4 | 26,7 | 23,1  | 17,1 | 10,1  | 4,1   | 15,6  |
| Átlaghőmérséklet (°C)                                  | −1,3  | 1,1   | 5,0   | 9,9  | 14,7 | 17,8 | 19,7 | 19,5 | 15,9  | 10,6 | 5,1   | 0,4   | 9,9   |
| Átlagos min. hőmérséklet (°C)                          | −4,9  | −2,8  | 0,2   | 4,2  | 8,5  | 11,4 | 12,5 | 12,3 | 9,4   | 5,0  | 0,9   | −3,1  | 4,5   |
| Rekord min. hőmérséklet (°C)                           | −27,2 | −24,5 | −14,2 | −5,3 | −1,8 | 0,5  | 3,9  | 4,4  | −4,0  | −8,0 | −17,6 | −20,6 | −27,2 |
| Átl. csapadékmennyiség (mm)                            | 39    | 36    | 39    | 49   | 68   | 60   | 52   | 44   | 42    | 45   | 68    | 56    | 598   |
| Havi napsütéses órák száma                             | 70    | 96    | 143   | 184  | 227  | 246  | 299  | 289  | 225   | 173  | 96    | 70    | 2118  |
| Forrás: Republic Hydrometeorological Service of Serbia |       |       |       |      |      |      |      |      |       |      |       |       |       |

## Média
A város Koszovó médiacentruma is. Itt vannak az ország rádiós és televíziós központjai: az RTK, a Radio Kosova, a Radio Blue Sky, a TV 21 és a KTV.

### Újságok
Koha Ditore, Zeri, Bota Sot, Epoka e Re, Kosova Sot, Express és Lajmi.

## Látnivalók
- Emin Giku néprajzi múzeum
- Llapit (Lap) mecset
- Sultan Mehmet II al-Fātih mecset (18. század)
- Nagy Hammam (Nagy fürdőház) (15. század)
- Jasār Pasa mecset (1834)
- Gračanica szerb kolostor (Pristinától 10 km-re délre)

## Oktatás
A Pristinai Egyetem, amely 1970-ben alakult, a legmagasabb fokú oktatási intézmény Koszovóban, 13 kara van. Pristinában tudományos és művészeti akadémia is működik.

## Politika
Koszovó parlamentje a városban van.

## Testvérvárosok
- Ankara, Törökország
- Durrës, Albánia
- Karacsi, Pakisztán
- Tirana, Albánia